# Park Jung-yeon
Park Jung-yeon (Hangul: 박정연, Hanja: 朴淨涓, Hán-Việt: Phác Tịnh Quyên, sinh ngày 13 tháng 05 năm 1997) là một diễn viên người Hàn Quốc trực thuộc SALT Entertainment. Ngày 19 tháng 04 năm 2020, cô chính thức ra mắt với vai trò diễn viên thông qua tập cuối của bộ phim "Hi Bye, Mama!" với vai diễn Seowoo tuổi thiếu niên.

## Tiểu sử
Park Jungyeon sinh ngày 17 tháng 05 năm 1997 tại Hàn Quốc. Cô là con gái của nhạc sĩ Park Hak Gi và diễn viên Song Geum Ran, có chị gái là Park Seungyeon (DanA - cựu thành viên của nhóm nhạc Matilda). Trước khi ra mắt với vai trò diễn viên, Jungyeon từng là thực tập sinh của SM Entertainment (Từ năm 2015 - 2019). Jungyeon đã tốt nghiệp trường đại học Hanyang (Hanyang University - Department of Theater and Film). 

## Sự nghiệp:

### Sáng tác
| Năm | Bài hát           |
| --- | ----------------- |
|     | Becoming An Adult |

### Chương trình truyền hình
| Năm  | Chương trình                     |
| ---- | -------------------------------- |
| 2006 | Ellahoya Launching Event         |
| 2008 | SBS Radio City with Kim Jung-Nan |
| 2008 | KBS 'Yoon Dohyun's Love Letter'  |
| 2013 | Chosun Media Interview           |
| 2013 | KBS 'Yoo Hee Yeol's Sketchbook'  |

### Danh sách đĩa nhạc

#### Đĩa đơn
| Năm  | Tên bài hát           | Album            | Ghi chú                   |
| ---- | --------------------- | ---------------- | ------------------------- |
| 2008 | Vitamin               |                  | Với Park Hak Gi           |
| 2019 | Shining Star          | Shining Star OST | Với Koeun, Ningning       |
| 2019 | Dream Dream Dream     | Shining Star OST | Với Koeun, Hina           |
| 2019 | Checkmate             | Shining Star OST | Với Hina, Ningning        |
| 2019 | Moto                  | Shining Star OST | Với Hina, Ningning        |
| 2019 | Ice Cream             | Shining Star OST | Với Koeun, Hina, Ningning |
| 2019 | Shining Star Solo Ver | Shining Star OST |                           |
| 2019 | Checkmate Solo Ver    | Shining Star OST |                           |
| 2019 | Gee                   | Shining Star OST | Với Koeun, Hina, Ningning |

#### Video âm nhạc
| Năm  | Tên bài hát                  | Nghệ sĩ                 |
| ---- | ---------------------------- | ----------------------- |
| 2015 | Smile For U                  | SM Town                 |
| 2017 | LOVE YOURSELF Highlight Reel | BTS                     |
| 2017 | Perfect                      | SUJU-Donghae × Cadillac |

### Rap Musical
| Năm  | Tác phẩm               | Vai diễn |
| ---- | ---------------------- | -------- |
| 2019 | Hippolitus on the beat | Ali      |

### Phim truyền hình
| Năm  | Tên phim                   | Đài                            | Vai diễn            |
| ---- | -------------------------- | ------------------------------ | ------------------- |
| 2020 | Hi Bye, Mama!              | TvN                            | Seowoo (thiếu niên) |
| 2020 | Wind, Cloud and Rain       | TV Chosun                      | Min Ja Young        |
| 2021 | Must You Go?               | Seezn, Youtube, ENA, Channel A | Min Yoo Jung        |
| 2022 | I Haven't Done My Best Yet | TVING, tvN                     | Nam Sang Ah         |

### Hoạt động khác
| Năm  | Tên                          | Ghi chú                         |
| ---- | ---------------------------- | ------------------------------- |
| 2009 | After Love (SBS Inkigayo)    | Đệm đàn cho ca sĩ Park Hyo Shin |
| 2019 | KeyEast ‘Salute For Rookies’ |                                 |
| 2019 | KEYWORD 2019 '박정연 편'     |                                 |